# Gave de Héas
Pour les articles homonymes, voir Héas (homonymie).
Le gave de Héas, ou gave des Touyères dans sa partie amont, est un cours d'eau français du département des Hautes-Pyrénées, affluent du gave de Gavarnie.

## Hydronymie
« Le terme « gave » désigne un cours d'eau dans les Pyrénées occidentales. Il s'agit d'un hydronyme préceltique désignant de manière générale un cours d'eau. Ce nom de gave est utilisé comme nom commun et a une très grande vitalité, presque envahissante, puisque certains cours d'eau pyrénéens ont perdu, depuis un siècle, leur nom local pour devenir « le gave de... » ». 

## Géographie
Le gave de Héas naît de la réunion du gave des Touyères et du ruisseau du Maillet, collectant ainsi les eaux du cirque de Troumouse et du Gabiédou. Selon le Sandre, le gave des Touyères, né vers 2 500 mètres d'altitude et issu du cirque de Troumouse, est la branche-mère du gave de Héas.
Il s'écoule ensuite au nord-ouest par la vallée de Héas et rejoint le gave de Gavarnie en rive droite vers 1 000 mètres d'altitude, dans le village de Gèdre. 
L'ensemble « gave des Touyères-gave de Héas » est long de 12,9 km pour un bassin versant de 84 km2.

## Hydrologie
Le débit du gave de Héas a été observé sur une période de 48 ans (1948-1995), à la station hydrologique de Gèdre, juste avant  sa confluence avec le gave de Gavarnie. À cet endroit, le bassin versant représente 84 km2, soit la totalité de celui du cours d'eau.
Le module y est de 3,55 m3/s. 
Le gave de Héas présente des fluctuations saisonnières de débit, avec une période de hautes eaux caractérisée par un débit mensuel moyen évoluant dans une fourchette de 3,65 à 9,26 m3/s, d'avril à juillet inclus (avec un maximum en juin). La période des basses eaux a lieu d'août à mars, avec une baisse du débit moyen mensuel allant jusqu'à 1,34 m3 au mois de février. Cependant ces chiffres ne sont que des moyennes et les fluctuations de débit peuvent être plus importantes selon les années et sur des périodes plus courtes. 
À l'étiage le VCN3 peut chuter jusque 0,55 m3/s, soit 550 litres par seconde, en cas de période quinquennale sèche.
Les crues peuvent cependant s'avérer importantes. Les QJX 2 et QJX 5 valent respectivement 20 et 27 m3/s. Le QJX 10 est de 31 m3/s, le QJX 20 de 36 m3/s, tandis que le QJX 50 se monte à 41 m3/s.
Le débit journalier maximal enregistré à la station de Gèdre durant cette période a été de 86,3 m3/s le 7 novembre 1982. Si l'on compare cette valeur à l'échelle des QJX de la rivière, le débit de cette crue était deux fois supérieur au QJX 50, donc très exceptionnel.
Au total, le gave de Héas est un cours d'eau abondant. La lame d'eau écoulée dans son bassin versant est de 1 334 millimètres annuellement, ce qui est très supérieur à la moyenne de la France entière tous bassins confondus (320 millimètres). Le débit spécifique du gave de Héas (ou Qsp) atteint ainsi à Gèdre le chiffre de 42,3 litres par seconde et par kilomètre carré de bassin.

## Affluents
Parmi les 21 affluents du gave de Héas répertoriés par le Sandre, on relève :
- (D) le ruisseau de l'Escourrède, 2 km[4] ;
- (D) le ruisseau de la Sède, 1,4 km[5] ;
- (G) le ruisseau du Maillet, 3,5 km [6], en provenance du Grand Gabiédou. Il est alimenté en rive droite par le ruisseau du Cot, 2,8 km[7] des abords du lac d'Esbarris ;
- (D) le ruisseau des Tours, appelé ruisseau de l'Aguila dans sa partie aval, 3 km[8], grossi en rive gauche par le ruisseau des Aguillous, 3,3 km[9], de la vallée des Aguillous ;
- (G) le gave d'Estaubé, 7,7 km[10] du cirque d'Estaubé. Il alimente la retenue d'eau des Gloriettes ;
- (D) le ruisseau de Campbieil, 7,8 km[11], grossi en rive gauche par le ruisseau de Bassia, 3,1 km[12], du lac de Bassia (2 275 m).

Aucun des quinze autres affluents n'est identifié par un nom.

## Monuments ou sites remarquables à proximité
- Le cirque de Troumouse.
- La chapelle de Héas.
- Le lac des Gloriettes.
- Cirque d'Estaubé